# George Boscawen (3e vicomte Falmouth)
George Boscawen, 3e vicomte Falmouth, (6 mai 1758 – 11 février 1808), est un officier de l'armée britannique et un homme politique. Au cours de sa carrière, il est capitaine de l'honorable Corps des gentlemen-at-arms sous le règne de George III.

## Biographie
Il est le troisième et le plus jeune, mais seul fils survivant de l'amiral Edward Boscawen (1711–1761) de son mariage avec Frances Glanville (1719–1805). En 1774, il rejoint l'armée britannique en tant que cornette, et atteint finalement le grade de colonel en 1795. Alors qu'il est officier, il succède à son oncle Hugh Boscawen (2e vicomte Falmouth) comme vicomte Falmouth en 1782 et prend sa place à la Chambre des lords.
De 1789 à 1790, il est juge en chef à Eyre, au nord de Trent. En 1790, il est promu capitaine de l’honorable Corps des Gentilshommes d'armes servant de 1790 à 1806 et de 1807 à sa mort en 1808. Au même moment, il est nommé conseiller privé.

## Famille
Le 29 juin 1784, il épouse Elizabeth Anne Crew avec une licence spéciale, car elle est mineure à l'époque. Ils ont trois enfants :
- Edward Boscawen (1er comte de Falmouth) (10 mai 1787 - 29 décembre 1841)
- John Evelyn Boscawen (1790 - 12 avril 1851), chanoine de la Cathédrale de Canterbury.
- Anne Evelyn Boscawen (23 novembre 1791 - 5 mars 1871)

L'épouse de Falmouth décède le 10 août 1793 et, à sa propre mort, en 1808, ses biens et ses titres sont transmis à son fils aîné.

## En fiction
Surnommé Lord Falmouth, il est un personnage récurrent dans les romans de Poldark de Winston Graham, où il est présenté comme la figure politique dominante en Cornouailles à son époque, en raison de son utilisation sans honte du favoritisme et de son influence lors des élections législatives. Il apparaît personnellement comme un homme un peu distant et arrogant, mais capable de gentillesse et d'actes d'amitié.
Lord Falmouth est interprété par James Wilby dans la série télévisée BBC 2015 basée sur ces livres .